# Pakrac
Pakrac est une ville et une municipalité située en Slavonie, dans le comitat de Požega-Slavonie, en Croatie. Au recensement de 2001, la municipalité comptait 8 855 habitants, dont 68,30 % de Croates 17,10 % de Serbes et 6,31 % d'Italiens et la ville seule comptait 4 772 habitants.

## Personnalités liées à Pakrac
- Jadranka Kosor (1953-), personnalité politique et Première ministre croate en 2009-2011, est née à Pakrac.
- Vanda Shrenger Weiss (1892-1968), pédiatre italienne, est née à Pakrac.

## Histoire
De 1699, date du traité de Karlowitz, à 1918, Pakrac fait partie de la monarchie autrichienne, en province de Croatie-Slavonie dans l'empire d'Autriche, puis du royaume de Croatie-Slavonie en Transleithanie après le compromis de 1867.
Le bureau de poste est ouvert en 1856.

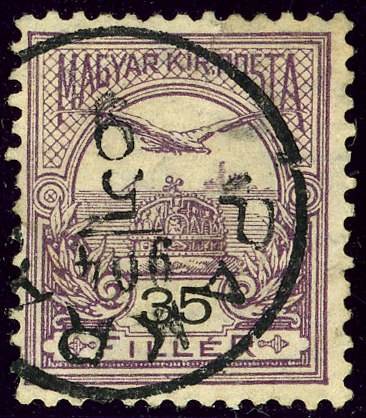
Timbre du royaume de Hongrie, oblitéré en 1904.

Après l'éclatement de la Yougoslavie en 1991, Pakrac, située à la frontière entre la république serbe de Bosnie et la Croatie pendant la guerre de Croatie, est envahie cinq fois par les forces de l'Armée de la république de Croatie et celles de l'Armée de la république serbe de Bosnie avant d'être coupée en deux par la frontière.

## Localités
La municipalité de Pakrac compte 42 localités :
| - Badljevina - Batinjani - Bjelajci - Branešci - Brusnik - Bučje - Cicvare - Cikote - Dereza - Donja Obrijež - Donja Šumetlica - Donji Grahovljani - Dragović - Glavica - Gornja Obrijež - Gornja Šumetlica - Gornji Grahovljani - Jakovci - Kapetanovo Polje - Koturić - Kraguj | - Kričke - Kusonje - Lipovac - Mali Banovac - Mali Budići - Novi Majur - Omanovac - Ožegovci - Pakrac - Ploštine - Popovci - Prekopakra - Prgomelje - Rogulje - Srednji Grahovljani - Stari Majur - Španovica - Tisovac - Toranj - Veliki Banovac - Veliki Budići |